# Morrovalle
Morrovalle (Mórro in dialetto maceratese) è un comune italiano di 9 801 abitanti della provincia di Macerata nelle Marche.

## Storia

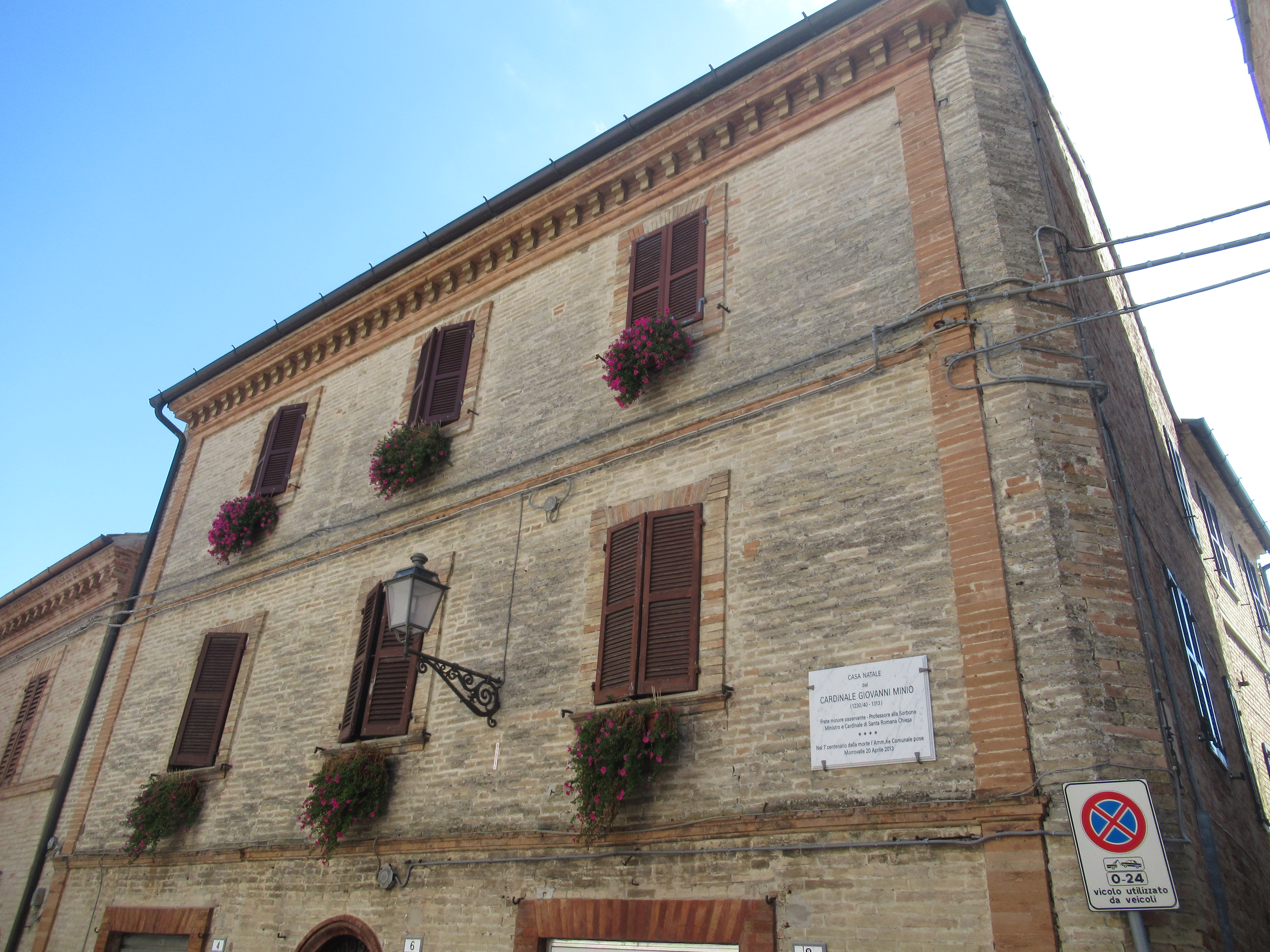
La casa natale del cardinale francescano Giovanni da Morrovalle, vissuto dal 1250 al 1312.

Il primo insediamento urbano in questi luoghi risale al I e II secolo d.C. Poiché sono stati ritrovati nei territori del comune mosaici che abbellivano la pavimentazione di antiche domus romane e anche resti di un monumento funebre a torre, tipico della tradizione romana del tempo. La prima citazione di Morrovalle in un documento risale al 995, anno in cui l'insediamento era sotto il controllo del potente vescovo di Fermo. Nel 1053 dai territori germanici discese in Italia, Werner della famiglia dei Lenzburg, il quale andò in aiuto di papa Leone IX nella battaglia contro i Normanni. Werner (italianizzato successivamente in Guarnerio) si impadronì dei territori del comitato di Ancona, fondando la dinastia che dominerà sul ducato di Spoleto e sul marchesato di Camerino. Guarnerio I, suo discendente si impadronì dei territori di Morrovalle e divenne capostipite della nobile famiglia dei Lazzarini, signori di Morrovalle.
Le sue origini sono antecedenti al Medioevo, quando il paese si chiamava Murri de Valle (forte sulla valle). Subì l'invasione longobarda e successivamente assunse l'aspetto di un castello arroccato sul colle.
Nel 1810 le autorità furono costrette ad allestire in città una caserma e degli alloggi per ospitare i soldati francesi, ma i cittadini morrovallesi si rifiutarono di provvedere al loro passaggio perché stanchi delle continue requisizioni. Negli anni seguenti, in concomitanza della battaglia della Rancia del 1815, le truppe francesi causarono ulteriori razzie.
Il 5 maggio 1815 da Morrovalle il podestà Grisei inviò una lettera al prefetto nella quale evidenziò lo stato di povertà della popolazione causato dal passaggio dell'esercito napoleonico. Nello stesso periodo presso la villa Grisei, sul colle Bellavista di Morrovalle, pernottò il generale francese Murat, Re di Napoli.
Intorno al 1831-1838 un’epidemia colpì la regione e le porte di Morrovalle vennero chiuse.
Negli anni seguenti la città non partecipò appieno ai moti insurrezionali essendo un paese molto piccolo e fedele allo stato Pontificio. La popolazione aderì per la prima volta all’ordine rivoluzionario nel 1831, abbattendo lo stemma pontificio dal comune sotto la guida di Settimio Grisei. Quest’ultimo partecipò anche alla prima guerra d’indipendenza nel 1848 insieme a Giulio Bollici, Benvenuto Bartoletti e l’ufficiale Nicola Marchetti.
Durante il Risorgimento ebbe un ruolo decisivo il gruppo rivoluzionario dei "Cacciatori delle Marche", che contribuì alla liberazione di Ascoli Piceno e Fermo, di cui fece parte anche il morrovallese Saverio Grisei.
Dopo la vittoria della battaglia di Castelfidardo e la conquista di Ancona del 29 Settembre 1860, l’annessione delle Marche al Regno D’Italia si può dire compiuta.
Durante la seconda Guerra Mondiale fu nominato generale il morrovallese Tito Agosti (Morrovalle, 19 agosto 1889 – Roma, 27 gennaio 1946), Medaglia d'argento al valor militare per il combattimento sostenuto tra Torre di Zuino e Cervignano il 4 novembre 1918.

## Monumenti e luoghi d'interesse

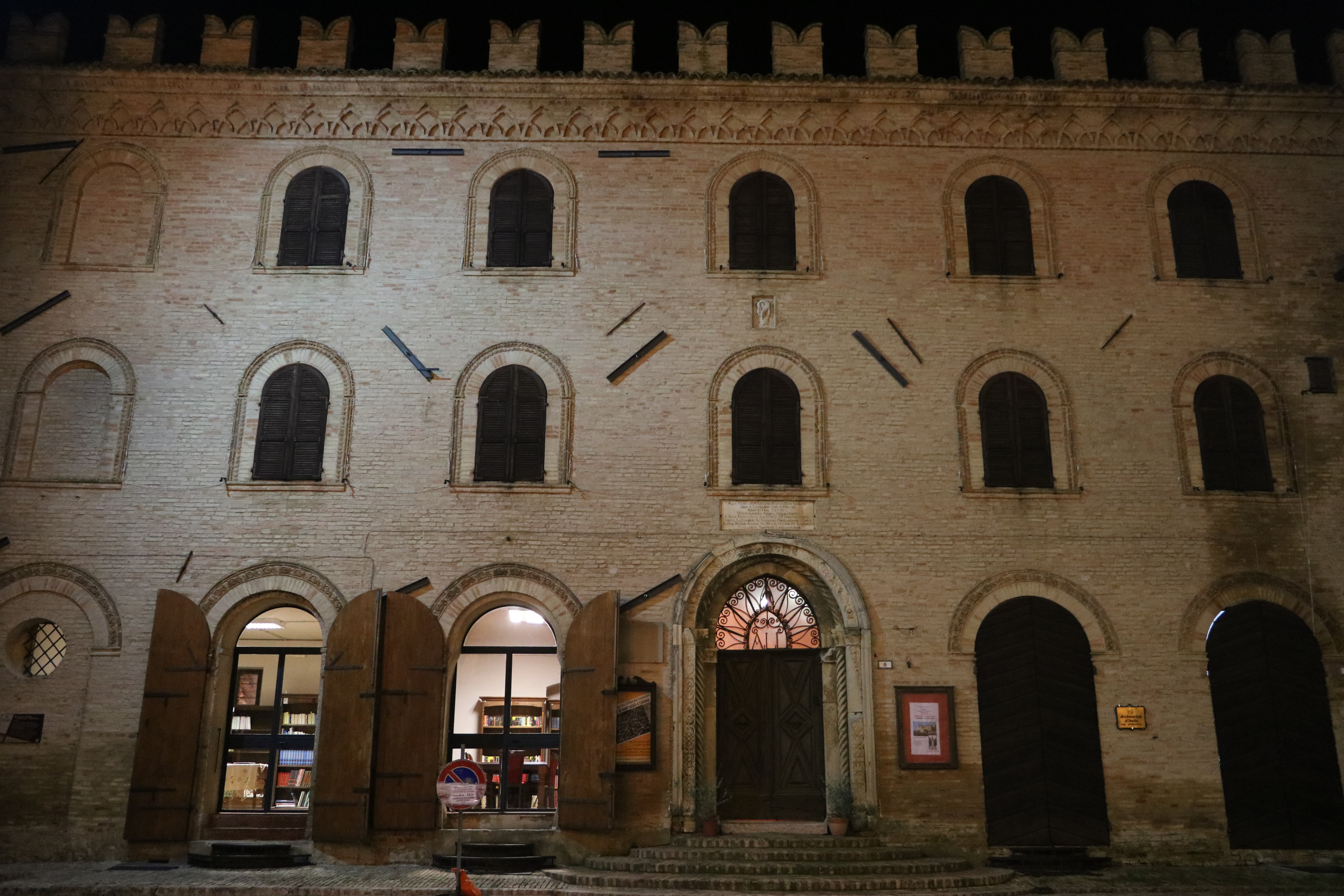
Palazzo Lazzarini

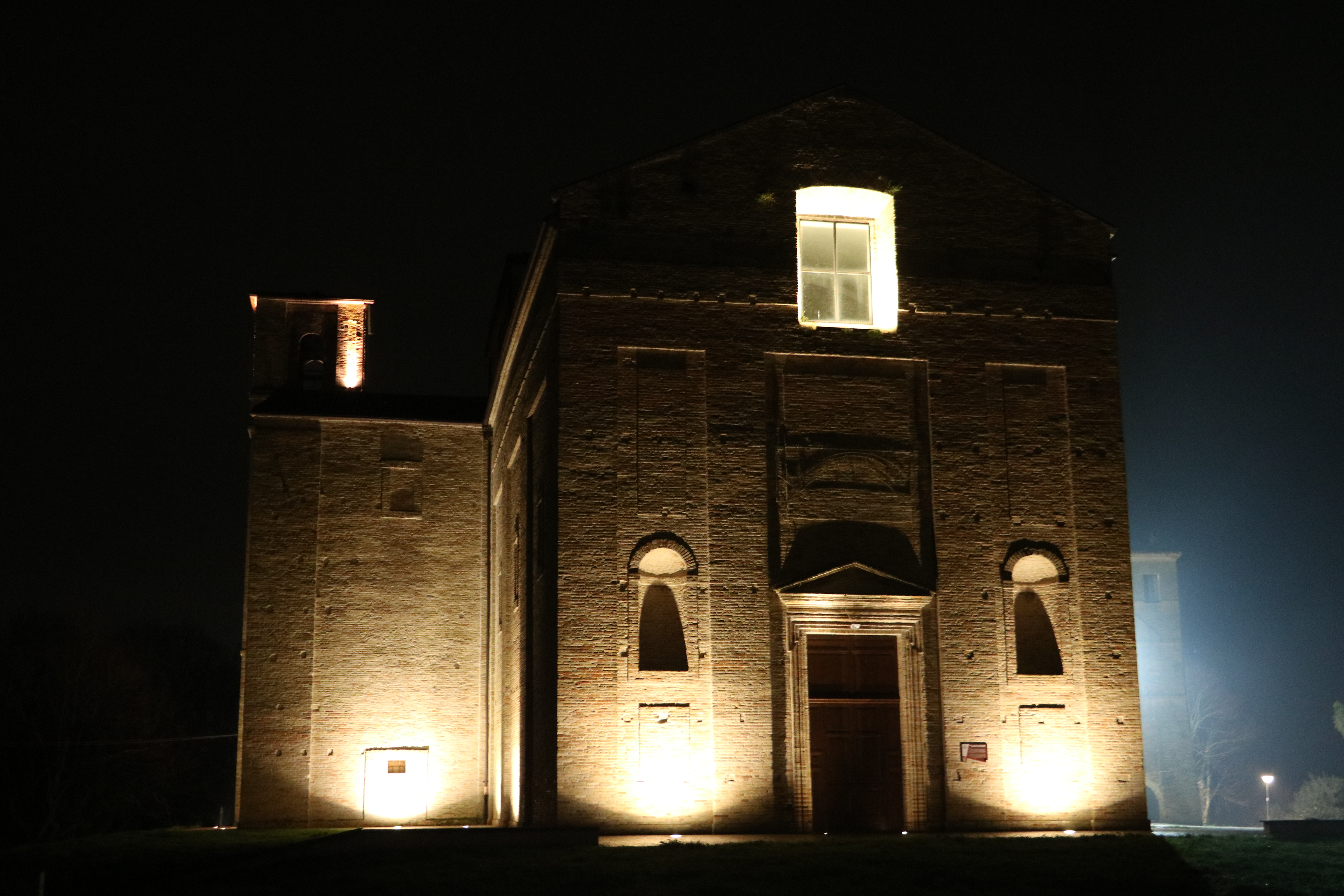
Convento francescano

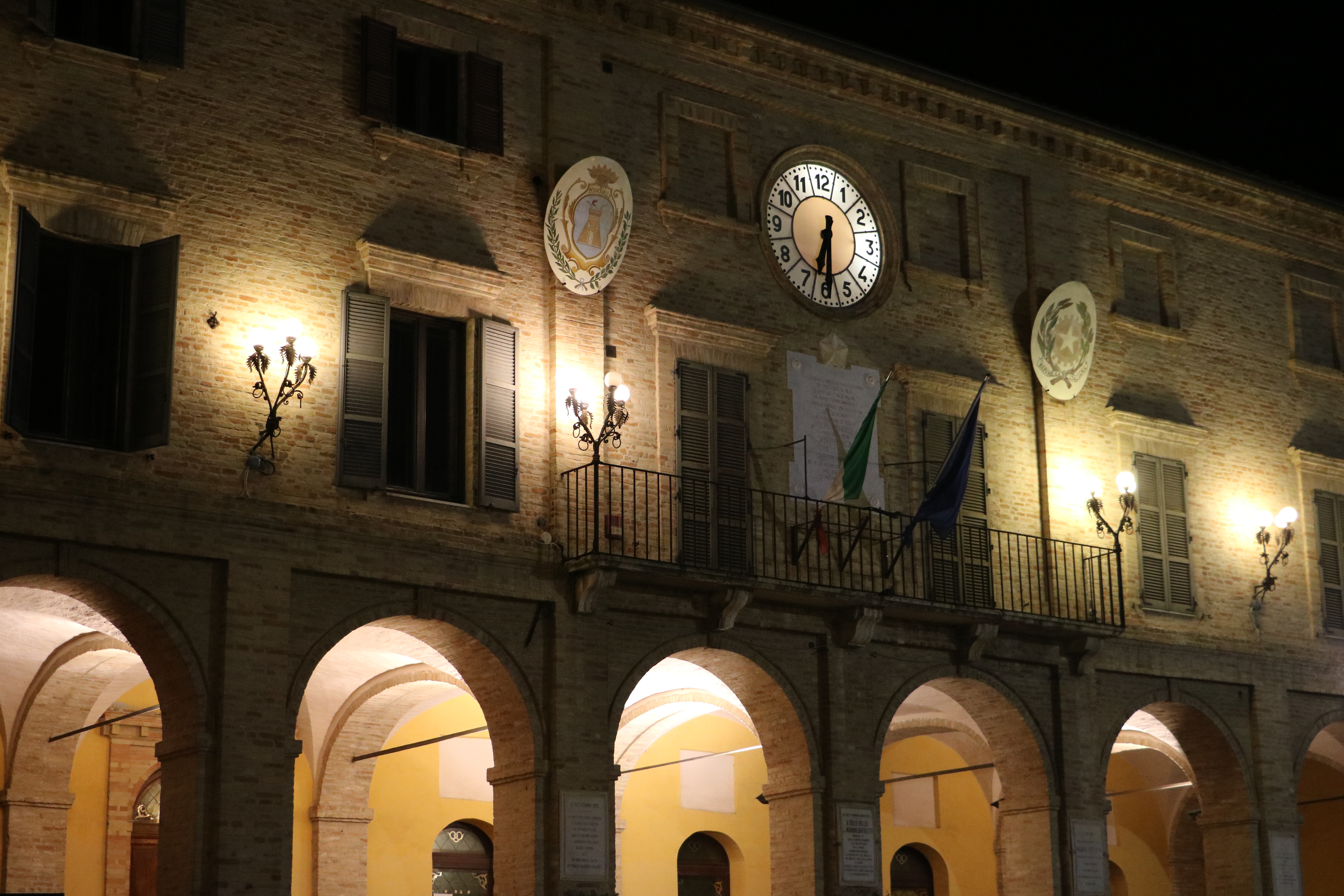
Palazzo comunale

- Palazzo Lazzarini, edificio del XIV secolo in stile gotico;
- Palazzo Roberti, costruito nel XVI secolo dimora della marchesa Vincenza Roberti;
- Palazzo Nada Vicoli eretto nel XVII secolo ed attribuito al Vanvitelli.
- Santuario della Madonna dell'Acqua Santa, del 1612, che conserva al suo interno le spoglie di Pier Francesco Greci.
- il convento francescano, risalente all'XI secolo e il convento dei frati cappuccini.

Nel centro storico è possibile visitare il Palazzo comunale, con la trecentesca Torre civica, il cui campanone fuso dalla premiata fonderia Pasqualini di Fermo nel 1949 pesa circa tredici tonnellate (nonostante la stazza, stranamente la sua nota è solo un DO3, purtroppo il suo diametro è di 145 centimetri), possiede anche 2 campane risalenti al XV secolo-XVI secolo.
Interessanti anche la chiesa di Sant'Agostino, la chiesa di San Bartolomeo Apostolo, in stile neoclassico, e la chiesetta di San Giuseppe.

## Società

### Evoluzione demografica
Abitanti censiti

### Tradizioni e folclore
La Festa dei Perdoni è il 27 aprile. Il santo patrono, San Bartolomeo, si festeggia il 24 agosto.

## Cultura

### Biblioteche
- Biblioteca comunale: Inaugurata nel 2004 all'interno di Palazzo Lazzarini assieme al Civico Museo Pinacoteca.
- Biblioteca dei Padri Passionisti:

### Musei
- Museo civico pinacoteca Palazzo Lazzarini: Situato all'interno del Palazzo Lazzarini, il museo conserva una collezione composta da opere pittoriche che vanno dal XVI al XIX secolo.
- Museo Internazionale del Presepe di Morrovalle: Inaugurato nel 1992 ed ospitato all'interno dell'ex convento dei frati Agostiniani (XIII secolo), conserva al suo interno oltre 900 presepi provenienti da tutto il mondo. Tra le opere esposte, una stampa del Settecento.[7]

### Eventi
- Fool Festival: festival di musica, arte e cultura che si svolge a luglio.

## Economia

### Artigianato
Tra le attività economiche più tradizionali, diffuse e importanti vi sono quelle artigianali, come la lavorazione del rame, finalizzata alla realizzazione di una vasta gamma di prodotti, che spazia dal vasellame alle anfore.

## Amministrazione
| Periodo           | Periodo        | Primo cittadino     | Partito                            | Carica  | Note   |
| ----------------- | -------------- | ------------------- | ---------------------------------- | ------- | ------ |
| 26 settembre 1988 | 8 luglio 1991  | Giuseppe Ascani     | Democrazia Cristiana               | Sindaco | [ 10 ] |
| 8 luglio 1991     | 16 marzo 1992  | Lanfranco Luconi    | Partito Democratico della Sinistra | Sindaco | [ 10 ] |
| 14 maggio 1992    | 7 giugno 1993  | Sara Giannini       | Partito Democratico della Sinistra | Sindaco | [ 10 ] |
| 7 giugno 1993     | 28 aprile 1997 | Sara Giannini       | Partito Democratico della Sinistra | Sindaco | [ 10 ] |
| 28 aprile 1997    | 14 maggio 2001 | Sara Giannini       | Lista civica                       | Sindaco | [ 10 ] |
| 15 maggio 2001    | 30 maggio 2006 | Francesco Acquaroli | Lista civica                       | Sindaco | [ 10 ] |
| 30 maggio 2006    | 17 maggio 2011 | Francesco Acquaroli | Lista civica                       | Sindaco | [ 10 ] |
| 17 maggio 2011    | 6 giugno 2016  | Stefano Montemarani | Rinnoviamo Morrovalle              | Sindaco | [ 10 ] |
| 6 giugno 2016     | 3 ottobre 2021 | Stefano Montemarani | Rinnoviamo Morrovalle              | Sindaco | [ 10 ] |
| 4 ottobre 2021    | in carica      | Andrea Staffolani   | Viviamo Morrovalle                 | Sindaco | [ 10 ] |

## Sport
Nel comune hanno sede le società di calcio: Trodica Calcio, Morrovalle e Aries Trodica, che disputano campionati dilettantistici regionali. Nella stagione 2017/2018 la società Il Ponte Calcio Morrovalle si è unita insieme al Valdichienti, formando la squadra Valdichienti Ponte, divenuta poi Sangiustese Valdichienti Ponte, militante in Eccellenza. A Morrovalle vi erano anche i quartieri generali della Andrea Moda Formula.